# Cabo York
El cabo York (del inglés: Cape York) es un cabo localizado en el extremo septentrional de la homónima península del Cabo York, en la parte septentrional de Australia, en aguas del estrecho de Torres.
Administrativamente, el cabo es el punto más septentrional del estado de Queensland y de toda Australia continental. Dista 1170 km de la turística ciudad de Cairns y a casi 2900 km de la capital del estado, Brisbane.
Fue nombrado en 1770 por James Cook en honor a Su Alteza Real el Duque de York.

## Cabos homónimos
- Cabo York (Groenlandia), en el Ártico groenlandés.

- Datos: Q1728345
- Multimedia: Cape York (Queensland) / Q1728345